# Square One Shopping Centre

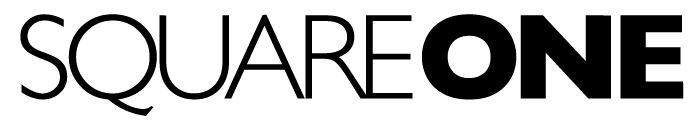
Logo do Square One Shopping Centre

O Square One Shopping Centre é um shopping center localizado em Mississauga, Região Metropolitana de Toronto, Ontário, Canadá. É o maior shopping center da província, e o terceiro maior do país, com suas 360 lojas e estabelecimentos comerciais, entre os quais, o maior estabelecimento Wal-Mart do mundo.